# Zulässige Höchstgeschwindigkeit im Straßenverkehr (Deutschland)

StVO-Zeichen 393: Informationstafel an Grenzübergangsstellen

In der Bundesrepublik Deutschland gelten gemäß § 3 Abs. 3 StVO für alle Kraftfahrzeuge als zulässige Höchstgeschwindigkeit innerhalb einer geschlossenen Ortschaft seit 1. September 1957 50 km/h, wie in den meisten Ländern Europas. Außerhalb geschlossener Ortschaften beträgt die zulässige Höchstgeschwindigkeit für PKW sowie für andere Kraftfahrzeuge mit einer zulässigen Gesamtmasse bis 3,5 t seit 1. Oktober 1972 100 km/h. 
Darüber hinaus gilt seit 1974 auf den Bundesautobahnen sowie allen anderen außerörtlichen Straßen mit einem Mittelstreifen oder mindestens zwei Fahrstreifen pro Richtung eine Richtgeschwindigkeit (empfohlene maximale Geschwindigkeit) von 130 km/h, also keine definierte generell maximal zulässige Geschwindigkeit. Die jeweils gültige zulässige Geschwindigkeit kann jedoch durch das Sichtfahrgebot und andere Bedingungen des § 3 (Fahrzeugbeherrschung, Straßen-, Verkehrs- und Wetterverhältnisse, persönliche Fähigkeiten, Fahrzeug- und Ladungseigenschaften) weiter eingeschränkt werden.

## Details

StVO-Zeichen 310: Eine Ortstafel markiert den Beginn einer geschlossenen Ortschaft. Zulässige Höchstgeschwindigkeit ab hier 50 km/h

StVO-Zeichen 311: Ende einer geschlossenen Ortschaft und somit hier Ende der Höchstgeschwindigkeit von 50 km/h

StVO-Zeichen 385-50: Ortshinweistafel. Keine Geschwindigkeitsbeschränkung

StVO-Zeichen 274-60: Ab hier zulässige Höchstgeschwindigkeit von 60 km/h

StVO-Zeichen 278: Hier Ende einer zulässigen Höchstgeschwindigkeit von 60 km/h

StVO-Zeichen 282: Hier Ende einer zulässigen Höchstgeschwindigkeit und eines Überholverbots

StVO-Zeichen 380: Ab hier Richtgeschwindigkeit von 80 km/h,
seit 31. Oktober 2022 unzulässig (Abs. 2 Nr. 4 StVO)

StVO-Zeichen 275-30: Ab hier vorgeschriebene Mindestgeschwindigkeit von 30 km/h

StVO-Zeichen 279: Hier Ende der vorgeschriebenen Mindestgeschwindigkeit von 30 km/h

Für Motorräder, Trikes, Quads und andere Fahrzeuge bis zu 3,5 t zulässigem Gesamtgewicht (z. B. Lieferwagen, Wohnmobile) gelten dieselben obigen Bestimmungen wie für PKW. Für LKW, Kraftomnibusse und für Fahrzeuge mit Anhänger gelten außerorts und auf Autobahnen besondere Geschwindigkeitsbegrenzungen. Krafträder mit einem Motorradanhänger dürfen außerorts und auf Autobahnen maximal 60 km/h schnell fahren. Für LKW ab 3,5 Tonnen gilt auf Autobahnen eine Höchstgeschwindigkeit von 80 km/h, auf Überlandstraßen gelten für LKW von 3,5 bis 7,5 Tonnen ebenfalls 80 km/h, für LKW über 7,5 Tonnen 60 km/h. Kraftomnibusse dürfen auf Autobahnen unter bestimmten Bedingungen maximal 100 km/h fahren, Überland max. 80 km/h. Für Gespanne gilt im Allgemeinen eine zulässige Höchstgeschwindigkeit von 80 km/h, diese kann aber (erkennbar durch ein hinten am Anhänger angebrachtes weißes rundes Schild mit schwarzer Schrift) auch anders definiert sein, beispielsweise dürfen viele Anhängergespanne auf Autobahnen 100 km/h fahren. Für ein bestimmtes Fahrzeug darf die für die jeweilige Bereifung erlaubte Geschwindigkeit, z. B. für Winterreifen 160, 190 oder 210 km/h, nicht überschritten werden (siehe Geschwindigkeitsindex). In diesem Fall ist im Fahrzeug auch ein für den Fahrer gut sichtbarer Hinweis zu geben.
Wenn außerorts die Fahrbahnen für die beiden Fahrtrichtungen baulich getrennt sind oder mindestens zwei markierte Fahrstreifen pro Fahrtrichtung aufweisen, gilt für Fahrzeuge bis zu 3,5 t zulässigem Gesamtgewicht ohne Anhänger keine Geschwindigkeitsbegrenzung, sondern eine Richtgeschwindigkeit von 130 km/h. Die Benutzung von Autobahnen und Kraftfahrstraßen darf nur mit Fahrzeugen aus eigener Kraft erfolgen, die bauartbedingt schneller als 60 km/h fahren können, jedoch dürfen mit einem solchen Fahrzeug dort dann auch niedrigere Geschwindigkeiten gefahren werden – rückwärts darf auf einer deutschen Autobahn jedoch nie gefahren werden. Für verschiedene Fahrspuren können verschiedene Mindest- und Höchstgeschwindigkeiten definiert werden.
Fahrzeugführer dürfen in verkehrsberuhigten Bereichen maximal Schrittgeschwindigkeit (7–8 km/h) fahren. Gleiches gilt – jedenfalls seit 1. April 2013 – auch in Fußgängerzonen und auf freigegebenen Gehwegen. In einer Spielstraße darf kein Fahrzeug fahren.
Im Gegensatz zu einer geschlossenen Ortschaft, welche mit einer Ortstafel StVO-Zeichen 310 beginnt und mit StVO-Zeichen 311 endet, ist durch eine Ortshinweistafel StVO-Zeichen 385 (gelbe Schrift auf grünem Grund), welche den Namen einer Siedlung angibt, keine Geschwindigkeitsbeschränkung vorgegeben. Auch gilt die Geschwindigkeitsbegrenzung innerhalb geschlossener Ortschaften nur für Kraftfahrzeugverkehr, also beispielsweise nicht für Fuß-, Rad- und Reitverkehr.
Durch entsprechende Beschilderung kann ein bestehendes allgemeines Tempolimit lokal nach unten, aber auch nach oben jeweils für eine Fahrtrichtung geändert werden (hierbei wird die neue Höchstgeschwindigkeit in „km/h“ angegeben). Hierbei kann innerhalb geschlossener Ortschaften eine größere Höchstgeschwindigkeit als 50 km/h (oft 60 oder 70 km/h) zugelassen werden, das dann stets für alle Fahrzeuge, also beispielsweise auch für Lastzüge, gilt. Außerhalb geschlossener Ortschaften bleiben die allgemein für bestimmte Fahrzeugarten geltenden Höchstgeschwindigkeiten in Kraft, auch wenn durch Zeichen 274 eine höhere Geschwindigkeit zugelassen ist.
Es können auch für ganze Bereiche („Zonen“) durch eine einmalige Beschilderung an den Grenzen dieser Zonen Geschwindigkeitsbeschränkungen gesetzt werden. Am häufigsten sind in Deutschland dabei in Wohngebieten eingerichtete Tempo-30-Zonen anzutreffen, jedoch existieren solche Zonen auch für geringere Geschwindigkeiten als verkehrsberuhigte Geschäftsbereiche (z. B. 20 km/h).
Schilder für Geschwindigkeitsbeschränkungen sind rund, haben schwarze Schrift auf weißen Grund sowie einen roten Rand. Die Geschwindigkeitsangaben sind in Kilometer pro Stunde. Folgende Höchstgeschwindigkeiten sind in Deutschland durch solche Tempolimits üblicherweise erlaubt: 5, 10, 15, 20, 30, 40, 50, 60, 70, 80, 90, 100, 110, 120 und 130 km/h. Die Begrenzung der Höchstgeschwindigkeit kann dabei auch mit einem darunter angebrachten Schild an zu erfüllende Bedingungen geknüpft werden (z. B. „bei Nässe“, „20-6 h“) und ebenso können auch Gründe genannt werden (z. B. „Lärmschutz“, „Luftreinhaltung“). Die Fahrbahn muss einen durchgängigen Wasserfilm aufweisen um als nass zu gelten. Ferner besteht durch Wechselverkehrszeichen die Möglichkeit von zeitlich variablen Geschwindigkeitsbeschränkungen, mit denen z. B. auf den Verkehrsfluss reagiert werden kann.
Die Höhe des Tempolimits ist in Deutschland und Europa nicht einheitlich. Während in Frankreich auf Autobahnen öfter ein Limit von 110 km/h gegeben wird, ist in Deutschland dieses Limit ebenso wie 90 km/h eher unüblich. Während in Bayern-Nord/Franken, Brandenburg (außer Berliner Ring), Mecklenburg-Vorpommern, Rheinland-Pfalz, Sachsen und Thüringen auf Autobahnen relativ häufig ein Tempolimit von 130 km/h gesetzt wird, werden in Baden-Württemberg, Bayern-Süd, Hamburg, Hessen, Niedersachsen, Nordrhein-Westfalen und Schleswig-Holstein häufiger 120 km/h als Limit gesetzt. Dabei ist in Rheinland-Pfalz ein ausgeschildertes Tempolimit von 130 km/h eher die Regel als die Ausnahme; dies betrifft beispielsweise die A61 in fast der gesamten Länge in diesem Bundesland. In Brandenburg wird die Richtgeschwindigkeit von 130 km/h konsequent ausgeschildert, obwohl dies nicht zwingend notwendig ist. Im Bundesland Bremen gilt auf Autobahnen seit 2008 ein generelles Tempolimit von 120 km/h.
An Autobahnbaustellen soll die Höchstgeschwindigkeit vorher zuerst auf 120 km/h, dann 100 km/h und dann auf 80 km/h begrenzt werden. In besonders gefahrenträchtigen Autobahnbaustellen kann dann das Tempolimit weiter auf 60 km/h reduziert werden.
Anders als in der Schweiz wird mit einem Ortsschild nicht explizit das generelle Tempolimit für Ortschaften angegeben. Mit der Aufhebung von lokalen Geschwindigkeitsbeschränkungen werden in Deutschland außerorts üblicherweise nicht entsprechende Beschilderungen für die gesetzliche generelle Höchstgeschwindigkeit gegeben, auch nicht nach Ortschaften bzw. mit dem Beginn einer Autobahn. Eine Geschwindigkeitsbeschränkung muss explizit aufgehoben werden und sollte nach jeder Kreuzung bzw. nach Autobahnen-Einfahrten wiederholt werden.
Das Ende einer Geschwindigkeitsbeschränkung muss nicht gekennzeichnet werden, wenn die Länge der Geschwindigkeitsbeschränkung angegeben ist oder wenn die Geschwindigkeitsbeschränkung zusammen mit einem Gefahrenzeichen angebracht ist und zweifelsfrei erkennbar ist, wo die angezeigte Gefahr (z. B. Baustelle) nicht mehr besteht (Anlage 2 zu § 41 StVO).
Geschwindigkeitsbeschränkungen sollen in angemessenen Abständen (auf Autobahnen empfohlen 1000 m) wiederholt werden, sind aber anders als z. B. in Frankreich oder den Niederlanden (in Frankreich gekennzeichnet durch den Zusatz Rappel = Erinnerung, in den Niederlanden an Autobahnen an den kleinen Schildern mit vollen Straßenkilometern) nicht entsprechend als Wiederholung gekennzeichnet. An Unfallschwerpunkten außerorts wird jedoch öfters die Begrenzung ein zweites Mal im Abstand einiger Meter wiederholt. Eine Wiederholung ist allerdings – auch nach Kreuzungen oder Ein- und Ausfahrten – nicht vorgeschrieben.
Ausschließlich auf dem Straßenbelag angegebene Höchstgeschwindigkeiten, wie es z. B. in Tempo-30-Zonen oft der Fall ist, sind rechtlich nicht bindend.
Hinter Grenzübergängen wird in Deutschland einmalig mit der rechts oben gezeigten Informationstafel (StVO-Zeichen 393) auf die jeweiligen generellen Höchstgeschwindigkeiten hingewiesen.
Obwohl durch eine entsprechende Beschilderung die jeweilige Mindest- bzw. Höchstgeschwindigkeit direkt mit dem Schild beginnt, finden in Deutschland entsprechende Geschwindigkeitskontrollen meist erst in einigem Abstand statt. Fotos von entsprechenden Kontrollanlagen werden dabei in Deutschland stets von der Fahrzeugfront gemacht (teilweise zusätzlich noch von hinten für Motorräder) und sind bisher punktuell. Für eine Abschnittskontrolle gibt es in Deutschland erst Pilotprojekte.
Überholt werden darf auf deutschen Straßen nur, wenn die Geschwindigkeit des überholenden markant höher ist als die des überholten Fahrzeugs.
Generell ist jedoch zu beachten, dass die gefahrene Geschwindigkeit stets der aktuellen Situation (abhängig von Beleuchtung, Witterung, Verkehrslage, Straßenführung, Gefahrenstellen, Straßenzustand, …) unabhängig von der generell bzw. lokal erlaubten Höchstgeschwindigkeit angepasst sein muss, u. a. um entsprechend abbremsen zu können. Gerade bei Verkehrsunfällen ergeben sich aus dieser Tatsache öfters Kontroversen zwischen den beteiligten Parteien, welche Geschwindigkeit dies nun konkret sei. Insbesondere bei Sichtweiten unter 50 Metern beträgt die zulässige maximale Geschwindigkeit 50 km/h, wie es z. B. bei dichtem Nebel der Fall sein kann. Ebenso dürfen Kraftomnibusse, die mit eingeschalteter Warnblinkanlage stehen oder anfahren, in beiden Fahrtrichtungen nur mit Schrittgeschwindigkeit passiert werden.
Seit den Hitzewellen im Sommer 2015 wird u. a. in Baden-Württemberg und Süd-Bayern (nur Autobahndirektion Süd) bei Hitze regelmäßig vorsorglich großflächig auf Autobahnen mit Betonfahrbahnen ein Tempolimit von 80 km/h erlassen. Dies soll Unfälle – insbesondere für Motorradfahrer – vorbeugen, weil durch die Temperatur Betonsegmente aufplatzen können und diese eine gefährliche Sprungschanze bilden können (Blow up).

## Geschichtliche Entwicklung

Historisches Verkehrszeichen der zwanziger und dreißiger Jahre

Geschwindigkeitsbeschränkung vor Schulen. Diese Zeichen gehörten bis 1939 zur StVO.

StVO-Zeichen 274 nach der Reform von 1970: Zulässige Höchstgeschwindigkeit 60 km/h

Ab 1. April 1910 galt ein Limit von 12 km/h für Kfz über 5,5 t sowie innerorts von 15 km/h für andere Kfz; gummibereifte Fahrzeuge durften bis zu 16 km/h fahren (§ 18 Verordnung über den Verkehr mit Kraftfahrzeugen). 
Im März 1923 wurde das Limit auf 25 km/h für Kfz über 5,5 t sowie innerorts auf 30 km/h für andere Kfz erhöht. Für Fahrzeuge über 5,5 t wurde das Limit 1928 auf 30 km/h erhöht, galt für diese aber auch außerorts.
Die erste Reichs-Straßenverkehrsordnung hob am 28. Mai 1934 alle Bestimmungen über Geschwindigkeitsbegrenzungen auf.
Im Mai 1939 wurden wegen der Unfallzahlen wieder Begrenzungen eingeführt (PKW innerorts 60 km/h, außerorts 100 km/h, LKW 40 bzw. 70 km/h). Nach Kriegsbeginn senkte man die Geschwindigkeiten im Oktober 1939 auf 40 km/h innerorts, außerorts 80 km/h für PKW, 60 km/h für LKW. Die Beschränkung galt auch auf den neuen Reichsautobahnen.
1953 wurden sämtliche Höchstgeschwindigkeiten in der Bundesrepublik Deutschland wieder aufgehoben, auch innerhalb geschlossener Ortschaften, ab 1. September 1957 innerorts jedoch wieder eingeführt (50 km/h für alle Kraftfahrzeuge).
Es ist hierbei anzumerken, dass eine Geschwindigkeitsüberwachung mit Radartechnik erst gegen Ende der 1950er Jahre (Telefunken VRG, Verkehrsradargerät) erstmals zuverlässig durchgeführt werden konnte.
Bis Anfang der 1970er Jahre existierten außerhalb geschlossener Ortschaften für sämtliche Verkehrsteilnehmer zugängliche Straßen, auf denen mit beliebiger Geschwindigkeit gefahren werden durfte. Aufgrund der jedoch bis 1970 stetig steigenden Zahl an Verkehrstoten wurde mit Wirkung vom 1. Oktober 1972 und als Großversuch bis zum 31. Dezember 1975 befristet auf allen Straßen (ausgenommen Autobahnen, richtungsgetrennte Straßen außerorts, Straßen außerorts mit in beiden Fahrtrichtungen durchgehenden Überholfahrstreifen und besonders gekennzeichnete Straßen außerhalb geschlossener Ortschaften) die Sicherheitsgeschwindigkeit Tempo 100 eingeführt. Die Einführung der generell zulässigen Höchstgeschwindigkeit außerhalb geschlossener Ortschaften folgte dann ab 1976. Während der ersten Ölkrise galt zwischen November 1973 und März 1974 zum Zweck der Treibstoffeinsparung in der Bundesrepublik ein generelles Tempolimit von 100 km/h auch auf Autobahnen. Während die damalige Bundesregierung das Tempolimit verlängern wollte, widersetzte sich der Bundesrat diesem Vorhaben. Schließlich wurde es aufgehoben und 1974 stattdessen für Autobahnen und richtungsgetrennte Straßen außerorts sowie für nicht richtungsgetrennte Straßen außerorts mit durchgehenden Überholfahrstreifen in beiden Fahrtrichtungen eine Richtgeschwindigkeit von 130 km/h eingeführt. Begleitet wurde dies im Sommer 1974 durch eine Anzeigenkampagne („Richtgeschwindigkeit. Unsere Chance!“) des deutschen Verkehrssicherheitsrats in den großen deutschen Zeitschriften, wie z. B. dem Spiegel, wo aufgefordert wurde, sich unter anderem an die Richtgeschwindigkeit zu halten.
In der DDR galt zuletzt folgende Regelung: 50 km/h innerorts und an Bahnübergängen, 80 km/h außerorts sowie für PKW auf Autobahnen 100 km/h, auf dem südlichen Berliner Ring (heutige A 10) auch ein Abschnitt mit 120 km/h. LKW, Kraftomnibusse sowie Gespanne durften auch auf Autobahnen maximal 80 km/h fahren. Insbesondere wurde die Einhaltung der Höchstgeschwindigkeit auf den Transitstrecken von und nach West-Berlin durch die Volkspolizei kontrolliert, nicht zuletzt um auch an Devisen zu gelangen. Dies geschah jedoch immer an denselben Stellen, so dass die Bild-Zeitung in der zweiten Hälfte der 1980er Jahre in einem großen, vielbeachteten Artikel alle Orte in einer Karte veröffentlichte. Allerdings waren die Transitvisa mit einem Zeitstempel versehen – es galt die Vorgabe, die DDR „zügig“ zu durchqueren, und nicht etwa an einer Raststätte ein nicht genehmigtes Treffen mit DDR-Bürgern abzuhalten. Im Zweifelsfall waren entsprechende Quittungen von Autobahnraststätten vorzulegen.
1997 wurden durch eine Ministerverordnung
die bis dahin geltenden Geschwindigkeitsbeschränkungen für Fahrzeuge zwischen 2,8 t und 3,5 t aufgehoben. Diese als Anhebung der Gewichtsgrenze verklausulierte Änderung der Straßenverkehrs-Ordnung wurde u. a. mit der Behauptung begründet, dass die Verkehrssicherheit dadurch nicht beeinträchtigt würde.
In der Folge stiegen laut zwei Berichten der Bundesanstalt für Straßenwesen (BASt) die Bestands- und Unfallzahlen dieser Fahrzeugklasse sprunghaft an.
Diese Entwicklung führte zur Diskussion um ein Tempolimit für die nach dem Marktführer in diesem Segment, dem Mercedes-Benz Sprinter, so genannte Sprinterklasse auf deutschen Autobahnen.
Kraftomnibusse durften vor dem 28. November 2007 nur mit einer Ausnahmegenehmigung, wenn die Anforderungen des § 18 StVO erfüllt wurden, auf Autobahnen 100 km/h fahren, rechtlich galt für sie auf Landstraßen und Autobahnen eine Höchstgeschwindigkeit von 80 km/h. Die Genehmigung wurde durch ein rundes Tempo-100-Schild mit schwarzer Schrift auf weißem Grund samt Siegel der Zulassungsstelle am Heck des Fahrzeuges sowie der Eintragung „Für 100 km/h auf Autobahnen geeignet“ angezeigt. Diese Ausnahmegenehmigung hatten Ende 2007 ca. 35.200 von 44.000 deutschen Omnibussen, sodass der Begriff „Ausnahmegenehmigung“ wörtlich genommen für diesen Regelfall (ca. 80 %) nicht mehr zutraf. Am 27. November 2007 hat der Bundesrat die 17. Verordnung zur Änderung der Straßenverkehrs-Ordnung erlassen, nach der das Verwaltungsverfahren bei der Zulassung von Tempo 100 für Kraftomnibusse abgeschafft wird. Für im Inland zugelassene Omnibusse wird im Regelfall die Tempo-100-km/h-Zulassung innerhalb des Genehmigungs- bzw. Betriebserlaubnisverfahrens miterteilt. Auf die Anbringung einer Tempo-100-Plakette auf der Rückseite des Kraftomnibusses kann in Zukunft verzichtet werden, da sie sich für Kontrollzwecke nicht als tauglich erwiesen hat.
Seit Ende der Beteiligung der Grünen an der Bundesregierung im Jahr 2005 setzte sich keine der Regierungsparteien mehr für ein allgemeines Tempolimit ein. Überraschend fiel daher am 27. Oktober 2007 die Entscheidung beim SPD-Parteitag in Hamburg aus, bei der sich eine knappe Mehrheit der Delegierten für ein Tempolimit von 130 km/h und damit gegen die Empfehlung der Parteiführung aussprach. Im Bundestag sind außerdem die Grünen und die Linken für ein Tempolimit. Im Mai 2008 lehnte die große Koalition zusammen mit der FDP die Einführung eines Tempolimits von 130 km/h erneut ab.
Die von den Grünen und der Linkspartei eingebrachten Anträge auf Einführung eines flächendeckenden Tempolimits in Höhe von 130 km/h wurden vom Bundestag am 28. Mai 2009 mit großer Mehrheit abgelehnt. Neben der Union und der FDP votierten dabei auch die Vertreter der SPD gegen die Anträge, obwohl sich der Parteitag der SPD Ende 2007 mit knapper Mehrheit und gegen die Empfehlung der Parteispitze noch für die Einführung eines Tempolimits ausgesprochen hatte. Auch die damalige Regierung aus CDU und FDP (2009–2013) lehnte die Einführung eines Tempolimits entschieden ab.

## Diskussion um Regelgeschwindigkeit in geschlossenen Ortschaften
Seit der Einführung der Tempo-30-Zone in Deutschland 1982 wird auch die generelle Absenkung der Regelgeschwindigkeit in geschlossenen Ortschaften auf 30 km/h diskutiert.
Fast alle Initiativen für eine derartige Absenkung zielen dabei nicht auf flächendeckendes Tempo 30 in geschlossenen Ortschaften, sondern auf eine Änderung der Begründungspflicht. Mit Tempo 30 als Regelgeschwindigkeit müssten Kommunen begründen, warum eine Straße mit 50 km/h befahren werden soll, statt wie derzeit die Absenkung einzelner Straßen auf 30 km/h begründen zu müssen. Neben zahlreichen Umwelt- und Verkehrsverbänden, die sich 2012 zur europäischen Bürgerinitiative 30 km/h – macht die Straßen lebenswert zusammengeschlossen haben,
empfiehlt auch der Sachverständigenrat für Umweltfragen in seinem Umweltgutachten 2012 eine solche Absenkung.
SPD und Grüne hatten für den Fall eines Wahlsiegs bei der Bundestagswahl 2013 zugesagt, die empfohlene Absenkung auf 30 km/h umzusetzen, die SPD-Spitze sprach sich aber gegen solche Pläne aus.
Der Verkehrsclub Deutschland arbeitet im Rahmen seiner Initiative Tempo 30 für mehr Leben an einem konkreten Vorschlag zur Änderung der Straßenverkehrs-Ordnung. Die Wahrscheinlichkeit bei einer Kollision mit einem Kfz zu Tode zu kommen ist bei einer Aufprallgeschwindigkeit von 50 km/h erheblich höher als bei einer Aufprallgeschwindigkeit von 30 km/h. Dazu kommt, dass bei höherer Geschwindigkeit der Bremsweg länger wird und dadurch eine Kollision insgesamt ceteris paribus wahrscheinlicher wird. Aus diesen Gründen ist generelles Tempo 30 innerorts ein Bestandteil vieler Varianten der Vision Zero.

## Diskussion um ein generelles Tempolimit auf deutschen Autobahnen

### Einhaltung und Rechtsprechung zur Richtgeschwindigkeit
Wird ein Kraftfahrer, der die Richtgeschwindigkeit von 130 km/h überschritten hat, ohne eigenes Verschulden in einen Unfall verwickelt, so haftet er anteilig für den Unfallschaden, es sei denn, er weist nach, dass es auch bei einer Geschwindigkeit von 130 km/h zu dem Unfall mit vergleichbar schweren Folgen gekommen wäre.
Mit der Vorgabe der Richtgeschwindigkeit von 130 km/h wird empfohlen, diese auch bei günstigen Straßen-, Verkehrs-, Sicht- und Wetterverhältnissen nicht zu überschreiten.
Die gefahrenen Geschwindigkeiten auf Autobahnabschnitten ohne Geschwindigkeitsbeschränkung liegen jedoch deutlich höher. Ein Beispiel von der A9 im Bereich Niemegk zeigt: „Im Schnitt fahren deutlich über 60 % der Verkehrsteilnehmer schneller als 130 km/h. Mehr als 30 % der Verkehrsteilnehmer fahren im Schnitt schneller als 150 km/h.“

### Argumente

#### Verkehrssicherheit

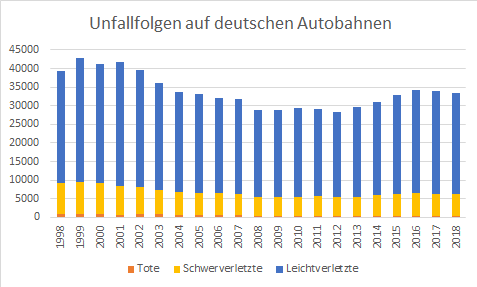
Unfallopfer auf deutschen Autobahnen zwischen 1998 und 2018

Gegner eines Tempolimits wie auch früher der ADAC führen an, dass auch ohne Tempolimit deutsche Autobahnen zu den sichersten Straßen der Welt zählen und hierbei tempobeschränkte Strecken in zahlreichen anderen Ländern überträfen (tatsächlich lag Deutschland laut einem Bericht der European Road Safety Observatory im europaweiten Vergleich hinsichtlich der Todesopfer pro 1000 Autobahnkilometer im Jahr 2016 im Mittelfeld). Zudem seien Sicherheitssystem und Fahrzeugtechnik in den letzten Jahren stetig besser geworden und dadurch auch die Unfallzahlen konstant gesunken. An Gefahrenstellen bestehen bereits heute Geschwindigkeitsbegrenzungen; für ein pauschales Tempolimit selbst auf freien, geraden Autobahnstrecken bestehe also keine Notwendigkeit. Befürworter argumentieren dagegen, die Strecken seien wegen Unterschieden bei Straßenzustand, Fahrzeugtechnik, Fahrverhalten und Verkehrsdichte nicht vergleichbar, ein Tempolimit könne die Sicherheit noch weiter verbessern. In den Jahren 2014 bis 2018 fanden nach auf deutschen Autobahnen weniger Menschen den Tod (2015 Tote) als in den Jahren 1998 bis 2002 (4248 Tote). Die Zahl der Verletzten sank nach dieser Erhebung jedoch weniger deutlich (siehe nebenstehende Grafik). Es seien 6,7 % aller Unfälle mit Personenschaden auf Autobahnen passiert, jedoch mit 12,9 % aller Verkehrstoten.
1984 gab die Bundesanstalt für Straßenwesen an, dass bei einer generellen Temporegelung eine Senkung der Unfallzahlen auf Autobahnen zu erwarten sei. Für ein Limit von 130 km/h sei mit einem Rückgang der Getöteten auf deutschen Autobahnen um 20 % und bei 100 km/h sogar um 37 % zu rechnen.
Diese Einschätzung wird einer Studie des Umweltbundesamts aus dem Jahr 2003 zufolge durch ebenfalls ältere Vergleichsfälle in Deutschland gestützt, muss jedoch vor dem Hintergrund der in den letzten Jahrzehnten insgesamt gesunkenen Verkehrsmortalität betrachtet werden.
2007 wurde eine im Auftrag des Ministeriums für Infrastruktur und Landesplanung des Landes Brandenburg erstellte Studie vorgestellt, die die Auswirkungen der Einführung eines 130-km/h-Tempolimit auf einem zuvor unbeschränkten Abschnitt der Bundesautobahn 24 im Jahr 2002 untersuchte. In den Zeiträumen drei Jahre vor der Tempolimiteinführung und den anschließenden drei Jahren sank das Verkehrsaufkommen von 47.200 Autos pro Tag auf 45.400 Fahrzeuge pro Tag und die Anzahl an Unfällen von 654 auf 337. Unter Berücksichtigung des gesunkenen Verkehrsaufkommens kamen die Autoren der Studie zum Schluss, dass sich die Unfallkostenrate auf den untersuchten Strecken durch das Tempolimit um 26,5 % senkte; das gelte sowohl für den Vorher-Nachher-Vergleich als auch beim Vergleich verschiedener Strecken. Der Spiegel sieht auch die These des Verkehrsforschers Michael Schreckenberg, „Ob ich mit Tempo 100 oder 160 vor den Baum fahre – ich bin in beiden Fällen tot“, durch die Halbierung der Unfalltoten von 38 auf 19 auf dem Brandenburger Autobahnabschnitt als widerlegt an.
Aus einer Auswertung des Deutschen Verkehrssicherheitsrates geht hervor, dass im Jahr 2016 auf deutschen Autobahnen mit Tempolimit pro Autobahnkilometer statistisch 26 % weniger Menschen starben als auf Autobahnen ohne. Ein ähnlicher Trend ließ sich bei der Anzahl an Schwerverletzten feststellen.
Laut einem Bericht des Statistischen Bundesamts sei schnelles Fahren die Hauptursache für Unfälle auf Autobahnen in Deutschland.
Laut der Ausgabe von 2018 des Berichts Traffic Safety Basic Facts der European Road Safety Observatory enden auf einem 1000 Kilometer langen Stück Autobahn in Deutschland im Vergleich zu anderen EU-Ländern überdurchschnittlich viele Unfälle tödlich.
Laut Daten des Statistischen Bundesamts aus dem Jahr 2018 forderten unbeschränkte Autobahnen in Deutschland rund 71 % der Verkehrstoten auf Autobahnen, wobei Autobahnabschnitte ohne Tempolimit etwa 70 % des gesamten Autobahnnetzes ausmachen.
Von Gegnern des Tempolimits wird häufig darauf hingewiesen, dass die Anzahl an Unfällen auf Autobahnen im Vergleich zu anderen Straßentypen wie Landstraßen trotz geringerem Verkehrsaufkommen und Tempolimit dort niedriger ist.
Für Verkehrsforscher Bernhard Schlag von der TU Dresden ist der Grund hierfür ziemlich offensichtlich: „[Autobahnen] haben einen Teil der Probleme, die unfallträchtig sind, [...] nicht. Keine Radfahrer, keine Fußgänger, keinen Kreuzungsverkehr, kaum direkten Gegenverkehr. Insofern wundert es nicht, dass [...] Autobahnen relativ sichere Straßen [im Vergleich zu anderen Straßentypen] sind.“
Einige Verkehrsforscher wie Harald Kipke erwarten bei der Einführung eines generellen Tempolimits auf Autobahnen auch einen Sicherheitsgewinn auf Landstraßen, da sich nach einer schnellen Autobahnfahrt die maximale Geschwindigkeit von 100 km/h auf Landstraßen besonders langsam anfühlt, wodurch Fahrer die Geschwindigkeiten und Gefahren dort schlechter einschätzen könnten.
Laut Schlag würden insbesondere unsichere und ältere Fahrer Autobahnen meiden, weil sie die hohen Geschwindigkeitsunterschiede und sehr schnellen Fahrer als beängstigend wahrnehmen, und sich stattdessen auf den Landstraßen sammeln, wo das Unfallrisiko ohnehin höher ist.
Digitale Verkehrsbeeinflussungsanlagen können je nach Witterung und Verkehrsfluss variabel ein Tempolimit in unterschiedlicher Höhe – oder gar keines – vorgeben und zudem vor möglichen Gefahren wie Stau und Unfällen warnen.
Befürworter eines generellen Tempolimits hingegen argumentieren, dass dieses – im Gegensatz dazu, sich vollständig auf den Ausbau von Verkehrsbeeinflussungsanlagen zu verlassen – eine schnell umsetzbare, kostengünstige, übersichtliche, realistische und sicher wirksame Lösung für alle Straßen darstellt, die den Ausbau weiterer Verkehrsbeeinflussungsanlagen und deren Anwendung zur Geschwindigkeitsregulierung als Ausnahme der festen Fahrgeschwindigkeit nicht ausschließt.

#### Kostenvergleiche
Eine Studie aus Brandenburg kam zum Schluss, dass bei Einführung eines Tempolimits von 130 km/h auf bisher unbeschränkten Brandenburger Autobahnabschnitten die Verringerung der Unfallkosten (22,5 Mio. €) höher wäre als die Erhöhung der Zeitkosten (17,2 Mio. €), die bei niedrigeren Geschwindigkeiten durch längere Fahrzeiten entstehen.
Außerdem könnten die Produktionskosten und damit einhergehend auch die Endkosten für Autos gesenkt werden, wenn sie nicht mehr für hohe Geschwindigkeiten ausgelegt sein müssten.
Laut einer 2023 veröffentlichten Studie, in der die Auswirkungen eines Tempolimits auf Reisezeiten, Unfall- und Staurisiko, Treibstoffverbrauch, Lieferketten, Ausbau und Unterhalt von Infrastruktur und Landnutzung sowie Emissionen von Luftschadstoffen und Treibhausgasen im Rahmen einer Kosten-Nutzen-Analyse ermittelt wurden, würde die Einführung eines Tempolimits von 130 km/h auf deutschen Autobahnen einen Wohlfahrtsgewinn von mindestens 950 Millionen Euro pro Jahr bringen. Nach Angaben der Autoren beruht die Studie ausschließlich auf öffentlich zugänglichen Daten.

#### Verkehrsfluss und Fahrtzeit
Viele Stau- und Verkehrsforscher gehen davon aus, dass sich mit einem Tempolimit durch geringere Geschwindigkeitsunterschiede und damit einhergehend gleichmäßigeren Fahrtgeschwindigkeiten der Verkehrsfluss verbessern würde, was die Straßenkapazität erhöhen und das Risiko für Staus reduzieren würde; hierbei ist allerdings zu bedenken, dass die Autobahnabschnitte mit hoher Verkehrsdichte, bspw. in Ballungszentren, ohnehin bereits Tempolimits haben, während sich unbeschränkte Abschnitte oft auf Überlandstrecken finden, die weniger stark befahren sind.
Der verkehrspolitische Sprecher des VCD Michael Müller-Görnert geht deshalb davon aus, dass die Fahrtzeiten mit einem Tempolimit langfristig gesehen sogar kürzer ausfallen könnten.
Laut dem Professor Stefan Bauernschuster, Inhaber des Lehrstuhls für Public Economics an der Universität Passau, brächte ein Tempolimit einen Zeitgewinn für sämtliche LKW-Fahrer sowie die bis zu 70 % der Fahrer, die auch auf unbegrenzten Autobahnen nicht viel schneller als 130 km/h fahren, da es durch die geringere Unfallwahrscheinlichkeit und -schwere zu weniger unfallbedingten Staus und Sperrungen käme. Lediglich diejenigen Fahrer, die deutlich schneller als die empfohlene Richtgeschwindigkeit fahren, hätten durch die Einführung eines Tempolimits einen Zeitverlust.
Auch laut den Ergebnissen einer Studie zu den Effekten eines Tempolimits aus Brandenburg habe die Einführung einer Geschwindigkeitsbegrenzung auf Autobahnen durch die Harmonisierung der Geschwindigkeiten und das damit verbundene verminderte Staurisiko das Potential, die Fahrtzeiten für alle Verkehrsteilnehmer zu verkürzen. Außerdem kam die Studie zum Schluss, dass ein Fahrstreifen auf Autobahnen mit Tempolimit im Vergleich zu einem auf unbegrenzten Autobahnen etwa 100 Autos mehr pro Stunde aufnehmen kann.
Einige Experten gehen auch davon aus, dass mit einem Tempolimit durch den stabileren Verkehrsfluss die durchschnittliche Geschwindigkeit auf Autobahnen steigen würde.
Der Stauforscher Michael Schreckenberg argumentiert gegen den breiten Konsens, ein Tempolimit könnte durch einen verbesserten Verkehrsfluss Staus verhindern, dass Verkehrsteilnehmer durch ein Tempolimit unkonzentrierter fahren würden, was zu mehr Staus führen würde.

#### Automobilindustrie

##### Autonomes Fahren
Die Nachrichtenwebsite Business Insider ist der Ansicht, dass das Fehlen eines generellen Tempolimits auf deutschen Autobahnen die Entwicklung autonom fahrender Fahrzeuge in Deutschland zurückhalte. So stellen beispielsweise die massiven Geschwindigkeitsunterschiede unter den Verkehrsteilnehmern auf Autobahnen für selbstfahrende Autos ein Problem dar.
Der Bundesgeschäftsführer der Deutschen Umwelthilfe Jürgen Resch sieht in diesem Sachverhalt eine Gefahr für die Zukunft der deutschen Automobilindustrie im Hinblick auf autonomes Fahren: „Man kann moderne, digitale, autonome Fahrzeuge nicht testen, solange man befürchten muss, dass links ein Wagen mit 250 km/h vorbeischießt.“

##### Absatz von Premiumfahrzeugen
Gegner eines generellen Tempolimits auf Autobahnen befürchten, dass dieses sowohl dem internationalen Ruf der deutschen Automobilindustrie als auch den Verkäufen von Fahrzeugen innerlands schaden würde. Als Argument wird häufig genannt, dass deutsche Fahrzeuge nicht mehr damit beworben werden können, für hohe Geschwindigkeiten auf Autobahnen ausgelegt zu sein bzw. Käufer keine Notwendigkeit mehr darin sehen, schnelle Fahrzeuge zu kaufen, wenn diese auf öffentlichen Straßen nicht mehr voll ausgefahren werden können.
Laut Stefan Reindl vom Institut für Automobilwirtschaft besteht kein unmittelbarer Zusammenhang zwischen einem möglichen Tempolimit und dem befürchteten Einbruch von Absatzzahlen der Automobilindustrie. So seien beispielsweise in den USA, auf deren Interstate Highways immer eine Geschwindigkeitsbegrenzung von meist zwischen 70 und 75 mph (ca. 112 und 120 km/h) gilt, auch Autos, deren maximale Fahrgeschwindigkeit deutlich über diesem Limit liegt, allgegenwärtig.

#### Umwelt- und Klimaschutz
Umweltverbände sehen einen möglichen Vorteil eines allgemeinen Tempolimits darin, dass Fahrzeuge nicht mehr auf hohe Geschwindigkeiten ausgelegt werden würden und somit besser an die Mehrheit der Betriebsbedingungen, insbesondere den Stadtverkehr, angepasst werden könnten.
Zudem steigt der Kraftstoffverbrauch bei höheren Geschwindigkeiten aufgrund des quadratisch steigenden Luftwiderstands überproportional zur Geschwindigkeit an.
Außerdem könnten durch ein generelles Tempolimit neben Lärmbelastungen auch der Flächenverbrauch für die Trassierung von Autobahnen und damit die Kosten für Neubau, Ausbau und Instandhaltung reduziert werden.
Die durch ein generelles Tempolimit günstigen Auswirkungen auf den Lärmpegel werden teilweise allerdings als sehr gering bewertet, da der größte Teil des Geräuschpegels an Autobahnen vom ohnehin langsameren Lastwagen-Verkehr verursacht werde.
Auch der Reifenabrieb, der durch schnelles Fahren und häufiges Abbremsen und Beschleunigen verursacht wird und zu Feinstaub führt, könnte durch ein Tempolimit reduziert werden.
Im Januar 2023 wies das Bundesverfassungsgericht jedoch eine Verfassungsbeschwerde, welche das Ziel hatte, für den Klimaschutz ein allgemeines Tempolimit auf Autobahnen einzuführen, ab, da die Beschwerdeführer nicht ausreichend die Beeinträchtigung ihrer Freiheitsrechte durch ein Unterlassen des Gesetzgebers aufgezeigt hätten.

##### Studie des Umweltbundesamtes 1999
Gemäß einer im Jahr 1999 veröffentlichten Studie des Umweltbundesamtes könnten 9 % der CO2-Emissionen auf westdeutschen Autobahnen durch eine generelle Geschwindigkeitsbegrenzung auf 120 km/h (bei einem Befolgungsgrad von 80 %) eingespart werden. Das entspreche 3 % der Emissionen aller PKW in Deutschland und 0,3 % der gesamten CO2-Emissionen Deutschlands (2,2 Millionen Tonnen CO2). Mit einem Tempolimit auf 100 km/h sollen sich 4,7 Millionen Tonnen CO2 einsparen lassen (Bezugsjahr: 1996).
| Komponente | absolut (PKW) | (alle) PKW im BAB-Netz | PKW im Gesamtnetz | Straßenverkehr (gesamt) | Gesamtemission (alle Verursacher) |
| ---------- | ------------- | ---------------------- | ----------------- | ----------------------- | --------------------------------- |
| CO         | − 214 kt/a    | − 28 %                 | − 9 %             | < − 7 %                 | − 3,9 % 1                         |
| HC         | − 3 kt/a      | − 09 %                 | − 1 %             | < ≤ 1 %                 | − 0,2 % 1                         |
| NOX        | − 18 kt/a     | − 16 %                 | − 5 %             | < − 2 %                 | − 1,0 % 1                         |
| CO2        | − 2200 kt/a   | − 09 %                 | − 3 %             | < – 2 %                 | − 0,3 % 2                         |

Die Prozentsätze beziehen jeweils auch die Fahrt-km von PKW mit ein, die ohnehin langsamer fahren. Bezogen auf die vom Tempolimit überhaupt nur betroffenen Fahrtstrecken mit höheren Geschwindigkeiten sind die prozentualen Emissionsminderungen höher als die Prozentsätze in der Tabelle.
Nachdem die Abgasreinigung von PKW seitdem deutlich verbessert wurde, deren Funktion aber nur bei Fahrtzyklen mit niedrigeren Fahrtgeschwindigkeiten nachgewiesen werden muss, ist davon auszugehen, dass der prozentuale Emissionsvorteil durch ein Tempolimit Anfang der 2020er Jahre deutlich höher wäre als in der vorstehenden Tabelle mit Daten aus den 1990er Jahren. Die Autohersteller sind nicht verpflichtet, das Emissionsverhalten von neuen PKW bei höheren Fahrgeschwindigkeiten nachzuweisen. Wegen der Geheimhaltung des Emissionsverhaltens bei höheren Geschwindigkeiten ist auch nicht bekannt, ob die Abgasreinigung von PKW lediglich als Folge der höheren Abgasdurchflüsse bei hoher Motorleistung, für die sie nicht ausgelegt ist, schlechter funktioniert, oder ob es zu aktiver Abschaltung der Abgasreinigung kommt (z. B. geminderter Einsatz von Harnstofflösung, was ähnlich wie Thermofenster zum Motorschutz nicht zwingend illegal sein muss).

##### Studie des Umweltbundesamtes 2020
Laut Berechnungen des Umweltbundesamtes aus dem Jahr 2020 wären bei einem Limit von 130 Kilometern pro Stunde 1,9 Millionen Tonnen weniger CO2-Äquivalent im Jahr ausgestoßen. Bei maximal 120 Kilometern pro Stunde wären es jährlich 2,6 Millionen Tonnen Einsparungen an CO2-Äquivalent, bei Tempo 100 würden 5,4 Millionen Tonnen weniger CO2-Äquivalent emittiert. Die Einsparung von 2,6 Millionen Tonnen CO2-Äquivalent durch Tempo 120 entspräche den Berechnungen zufolge 6,6 Prozent der von PKW und leichten Nutzfahrzeugen auf deutschen Autobahnen im Jahr 2018 verursachten Emissionen.
Eine Analyse des Instituts für Weltwirtschaft kam 2020 zu dem Schluss, dass die volkswirtschaftlichen Kosten eines Tempolimits (130 bzw. 100 km/h), umgelegt auf die gemäß UBA dadurch vermeidbaren CO2-Emissionen, einen Preis von 716 bis 1.382 Euro je vermiedener Tonne CO2 ergeben würden. Zu diesem Zeitpunkt lag der CO2-Preis im EU-Emissionshandel bei etwa 25 Euro pro Tonne.

##### Studie des Umweltbundesamtes 2023
Gemäß einer 2023 vom Umweltbundesamt veröffentlichten Studie führt ein Tempolimit von 120 Kilometern zu mehr CO2-Einsparung als bisher gedacht. Die Studie geht davon aus, dass dieses Tempolimit wegen längerer Reisezeiten zur verstärkten Nutzung von Bahn und Fernbussen sowie von kürzeren, aber langsamer zu befahrenden Strecken oder zum Verzicht auf Fahrten führen würde. Ein solches Tempolimit könne Treibhausgasemissionen in Höhe von 6,7 Millionen Tonnen CO2-Äquivalente pro Jahr einsparen. Ein zusätzliches Tempolimit von 80 Kilometern pro Stunde auf Straßen außerhalb von Ortschaften würde der Studie zufolge das Einsparpotenzial auf 8 Millionen Tonnen CO2-Äquivalente erhöhen. Durch die Kombination beider Tempolimits könnten die Treibhausgasemissionen der Pkw und Nutzfahrzeuge in Deutschland insgesamt um rund fünf Prozent gesenkt werden.

#### Gesundheit
Die Professoren Stefan Bauernschuster, Inhaber des Lehrstuhls für Public Economics an der Universität Passau, und Christian Traxler, von der Berliner Hertie School für Ökonomie argumentieren in einer Studienarbeit von 2021, da bei hohen Geschwindigkeiten Emissionen von Schadstoffen überproportional zunähmen, könne ein Tempolimit über einen Rückgang an Luftverschmutzung der Gesundheit zuträglich sein. Sie zeigen anhand von kleinräumigen geographischen Raster-Daten des RWI-Essen, dass in Deutschland 14,9 Millionen Menschen im Umkreis von zwei Kilometern zum nächsten Autobahnabschnitt ohne Tempolimit wohnen. Diese Werte wiesen darauf hin, dass ein beachtlicher Teil der Bevölkerung unmittelbar von einem Emissionsrückgang profitieren könnte.

### Positionen

#### Umfragen und Verbände

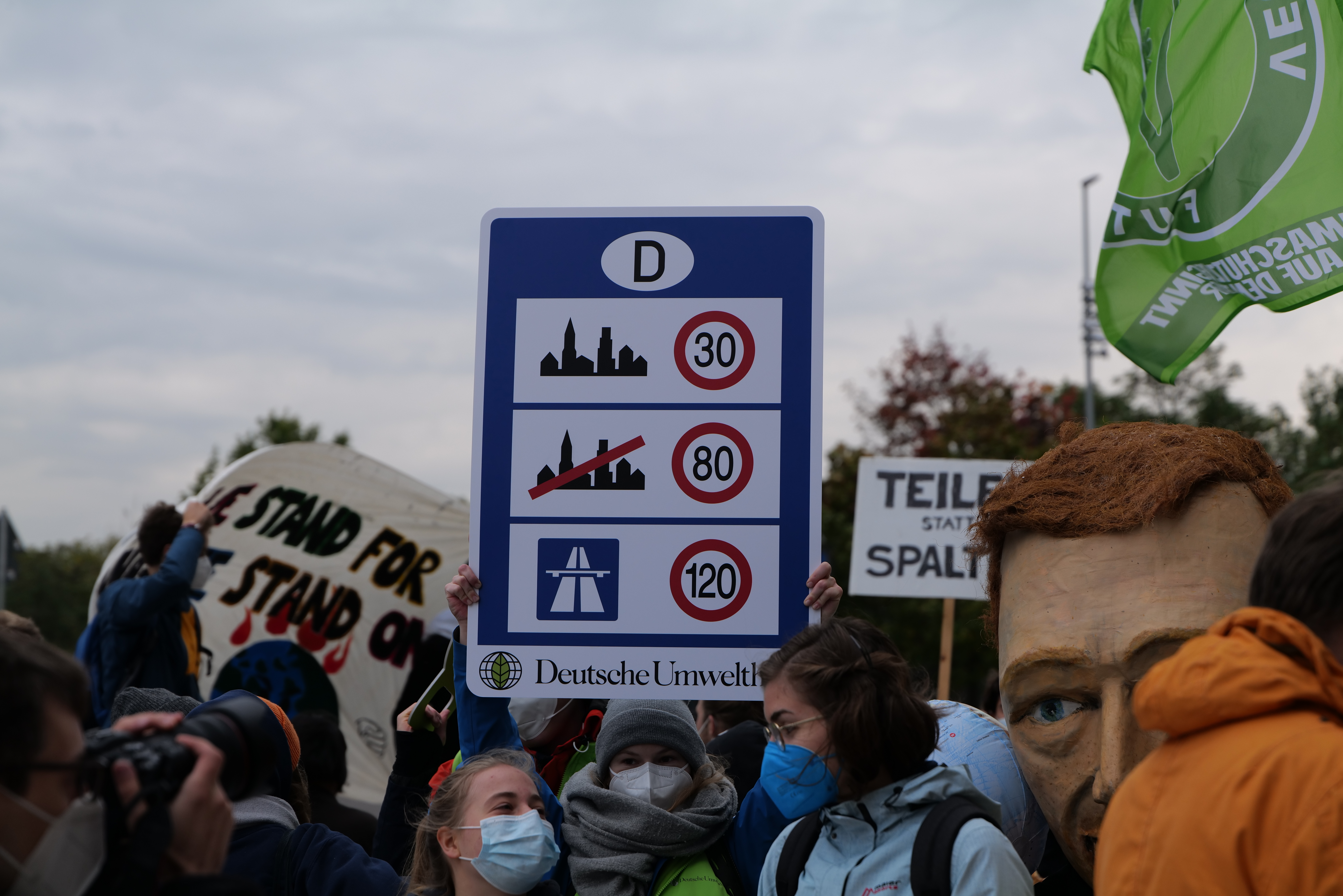
Forderungsplakat der Deutschen Umwelthilfe zu gestaffelten Tempolimits während der Sondierungsgespräche nach der Bundestagswahl 2021

Die Einführung einer allgemeinen Geschwindigkeitsbeschränkung ist seit dem Bestehen der Bundesrepublik in der Diskussion. Da ein Tempolimit als unmittelbare Einschränkung empfunden werde und eine evtl. positive Wirkung für die Fahrer nicht direkt spürbar sei, werde ein generelles Tempolimit von vielen Menschen in Deutschland als unwirksame „Verzichtsstrategie“ empfunden und abgelehnt. Die deutsche Autoindustrie lehnt ein generelles Tempolimit ab, lange auch der ADAC. Wenige Tage vor dem 58. Verkehrsgerichtstag in Goslar (29. bis 31. Januar 2020) sagte der ADAC-Vizepräsident, Gerhard Hillebrand, der ADAC sei „nicht mehr grundsätzlich“ gegen eine Geschwindigkeitsbegrenzung auf Autobahnen.
In Umfragen im Jahr 2019 ergaben sich Mehrheiten für ein generelles Tempolimit auf Autobahnen, wobei die Höhe des geforderten Tempolimits unterschiedlich war.
Unter ADAC-Mitgliedern sprachen sich 2024 laut einer clubinternen Umfrage 40 % der Mitglieder gegen ein generelles Tempolimit aus, während 55 % eine Geschwindigkeitsbegrenzung befürworten. Der ADAC vertritt derzeit keine klare Position in dieser Frage. Nach einer Umfrage des Instituts für Demoskopie Allensbach lag 2021 die Zustimmung zu einem Tempolimit von 130 km/h auf Autobahnen bei 22 %. In einer repräsentativen Umfrage von Statista aus dem Jahr 2020 gaben 64 % der 2.115 Teilnehmer an, dass ein Tempolimit von 130 km/h auf deutschen Autobahnen entweder „auf jeden Fall“ oder „eher“ eingeführt werden sollte. Einer repräsentativen Umfrage von YouGov aus April 2022 zufolge befürworteten 57 % der 2054 Befragten eine allgemeine Geschwindigkeitsbegrenzung von 130 km/h auf Autobahnen, während 33 % dagegen stimmten und 10 % sich unsicher waren. Der Technische Überwachungsverein (TÜV) hat im Rahmen seiner „TÜV Mobility Studie 2022“ verschiedene Fragen rund um das Thema Automobil in Deutschland gestellt. Demnach sprechen sich 56 % der Deutschen für ein Tempolimit von 130 km/h auf Autobahnen aus, während 37 % die Maßnahme ablehnen.
Der Kfz-Versicherer Allianz Direct hat im Rahmen seines im September 2021 veröffentlichten Autoreports eine repräsentative Befragung zum Tempolimit auf Autobahnen durchgeführt. Etwa jeder Dritte (39 %) ist für ein Limit von 130 km/h oder weniger. Weitere 32 % sprachen sich für eine Begrenzung zwischen 140 und 150 km/h aus. Nur 29 % waren strikt gegen ein allgemeines Tempolimit auf der Autobahn.
Der Deutsche Verkehrssicherheitsrat (DVR) hat sich im Mai 2020 in einer knappen Entscheidung für ein generelles Tempolimit von 130 Kilometern pro Stunde auf Autobahnen ausgesprochen.
Die Hauptversammlung des Auto Club Europa (ACE) hat im November 2019 auch ein Tempolimit von 130 km/h auf deutschen Autobahnen beschlossen. Der ACE-Vorsitzende Stefan Heimlich begrüßt außerdem den Beschluss des DVR und bezeichnete ihn als „richtig und wichtig“.
Der Verkehrsclub Deutschland e. V. setzt sich für die Einführung einer generell geltenden Höchstgeschwindigkeit von 120 Kilometern pro Stunde auf Autobahnen ein und verspricht sich durch diese Maßnahme mehr Klimaschutz, eine höhere Verkehrssicherheit, weniger Staus durch geringere Geschwindigkeitsunterschiede sowie eine bessere Effizienz bei Neufahrzeugen, da ein Tempolimit „das [...] Wettrüsten um immer schnellere Autos beenden [würde]“.
Die Deutsche Umwelthilfe fordert auf Autobahnen ein generelles Tempolimit von 100 km/h tags- und 120 km/h nachtsüber und verspricht sich dadurch mehr Klimaschutz und Verkehrssicherheit, einen besseren Verkehrsfluss, eine entspanntere Fahrsituation und eine Umlenkung vom Bau schneller Autos hin zu effizienteren. Ein Tempolimit sei „[...] kein Wunsch, sondern eine Notwendigkeit [...]“ und die einzige Maßnahme für mehr Klimaschutz und Sicherheit im Verkehrssektor, die kostenfrei umsetzbar sei und sofort effektiv wirke.
Der Bund für Umwelt und Naturschutz fordert ein generelles Tempolimit von 120 Kilometern pro Stunde auf Autobahnen und argumentiert, dass dieses die von Autos ausgestoßenen CO2-Emissionen senkt, den Verkehrsfluss verbessert und die Anzahl an schweren und tödlichen Unfällen verringert.
Die Organisation Greenpeace fordert ein generelles Tempolimit auf Autobahnen und argumentiert, dass dieses Verkehrstote verhindere und die Umwelt schütze, die Mehrheit der Deutschen dafür sei und den Bau sparsamer Autos vorantreibe. Ein allgemeines Tempolimit sei „die schnellste und günstigste Maßnahme zur Reduzierung von Treibhausgasen im Verkehrsbereich.“
Der Naturschutzverband WWF fordert auf Autobahnen ein Tempolimit von 120 km/h.
2005 schlug der Sachverständigenrat für Umweltfragen (SRU) eine Geschwindigkeitsbegrenzung von 120 km/h auf Autobahnen vor.
Auch das Wuppertal Institut für Klima, Umwelt, Energie gGmbH setzt sich für die Einführung eines Tempolimits auf Autobahnen ein.
Auch die Gewerkschaft der Polizei sprach sich für ein generelles Tempolimit von 130 Kilometern pro Stunde auf Autobahnen aus und argumentierte: „Wir könnten [damit] Menschenleben retten und schwer Verletzte verhindern.“
Der Deutsche Ärztetag forderte 2021 ein Tempolimit von maximal 130 km/h auf Autobahnen.
Das deutsche Umweltbundesamt plädierte 2021 für die Einführung eines Tempolimits auf Autobahnen von 120 Kilometer pro Stunde.
Die Evangelische Kirche in Mitteldeutschland (EKM) reichte 2019 eine Petition für ein generelles Tempolimit von 130 Kilometern pro Stunde auf Autobahnen beim Bundestag ein. Die EKM verspricht sich dadurch u. a. mehr Umweltschutz und Verkehrssicherheit.
Die Bayerische Landesärztekammer fordert die Einführung eines Tempolimits, um Energie einzusparen und direkte und indirekte gesundheitliche Gefahren des Straßenverkehrs zu reduzieren.
Die Deutsche Verkehrswacht (DVW) forderte 2023 die Einführung einer Geschwindigkeitsbegrenzung auf deutschen Autobahnen von 130 km/h. Laut dem DVW-Präsidenten könnten dadurch schwere Unfälle wirksam verhindert werden.
Der Automobilclub von Deutschland bezeichnet ein Tempolimit auf deutschen Autobahnen als „pure Ideologie“ und geht davon aus, dass ein Tempolimit die Unfallwahrscheinlichkeit erhöhen würde, da Fahrer durch die damit einhergehende monotonere Fahrweise leichter abgelenkt würden.
Laut dem Verkehrsforscher Bernhard Schlag von der TU Dresden führt die höhere Beanspruchung bei hohen Geschwindigkeiten i. d. R. zu einer kurzfristig höheren Konzentration, die sich langfristig jedoch nicht aufrechterhalten ließe. Es handele sich bei Autobahnfahrten um monotone Überwachungsaufgaben, die Menschen bei längerer Dauer, insbesondere bei hohen Geschwindigkeiten, schwerfielen.

#### Haltung der politischen Parteien in Deutschland
Ein Autobahn-Tempolimit von 130 km/h lehnten 2019 im Bundestag die Fraktionen von CDU/CSU, SPD, AfD und FDP mehrheitlich ab, dafür stimmten mehrheitlich die Fraktionen von Bündnis 90/Die Grünen und der Linkspartei, insgesamt stimmten von den Abgeordneten 70 % gegen das Tempolimit, 18 % dafür, 1 % enthielten sich, und 11 % nahmen nicht an der Abstimmung teil, abgeordnetenwatch.de veröffentlicht die Namenslisten. Die SPD-Fraktion erklärte, nur wegen des Koalitionsvertrags mit der CDU/CSU-Fraktion dagegenzustimmen, aber weiterhin wie auf dem SPD-Bundesparteitag 2007 beschlossen sich für 130 km/h auf Autobahnen einzusetzen.
Die Umweltministerinnen und Umweltminister der Bundesländer haben sich 2022 auf ihrer Konferenz für ein Tempolimit auf Autobahnen ausgesprochen.